# كارل راينر
كارل راينر (بالإنجليزية: Carl Reiner)‏ ممثل وكاتب ومخرج ومنتج أفلام أمريكي من مواليد 20 مارس 1922، حصل على جائزة الإيمي لأفضل ممثل مساعد في مسلسل كوميدي مرتين أعوام 1957، 1958 عن مسلسل ساعة القيصر، كما حصل على الإيمي لأفضل كاتب مسلسل كوميدي مرتين أعوام 1962، 1963 عن مسلسل ذا دك فان دايك شو.

## مواقع خارجية
- كارل راينر على موقع IMDb (الإنجليزية)
- كارل راينر على موقع الموسوعة البريطانية (الإنجليزية)
- كارل راينر على موقع روتن توميتوز (الإنجليزية)
- كارل راينر على موقع مونزينجر (الألمانية)
- كارل راينر على موقع ألو سيني (الفرنسية)
- كارل راينر على موقع ميوزك برينز (الإنجليزية)
- كارل راينر على موقع تيرنر كلاسيك موفيز (الإنجليزية)
- كارل راينر على موقع أول موفي (الإنجليزية)
- كارل راينر على موقع قاعدة بيانات برودواي على الإنترنت (الإنجليزية)
- كارل راينر على موقع قاعدة بيانات الأفلام السويدية (السويدية)